# نفرین بلاندی
نفرین یلاندی (به انگلیسی: The Curse of Blondie) نام هشتمین آلبوم استودیویی بلاندی است. این آلبوم در اکتبر ۲۰۰۳ در بریتانیا به رتبهٔ ۳۶ رسید، اما نقدهای مساعدی دریافت کرد.
بلاندی از شرکت ورشکستهٔ بیاند رکوردز جدا شدند و با سونی میوزیک قرارداد بستند. نفرین بلاندی عنوان کاری Phasm 8 را داشت، که نام توری نیز بود که بلاندی پیش از پخش آلبوم در حال اجرا بود و مجدداً به وسیلهٔ کریگ لیان تهیه‌شد، کسی که آلبوم موفق هیچ خروجی را نیز تهیه کرده بود. پس از گذشت چهار سال که آلبوم در حال ساخته شده بود، تنها نوارهای پیش‌نمایشی آلبوم در چمدانی در فرودگاه بریتانیا گم شد که در نتیجه می‌بایست آلبوم مجدد صبط و تجدید نظر می‌شد. این آلبوم سبک‌های از راک الهام‌گرفته را که بیشتر مربوط به آثار اولیهٔ بلاندی است در خود به هم پیوند می‌دهد.

## فهرست آهنگ‌ها
1. ‎«Shakedown»‎ (اشبای، هری، استین) - ۵:۰۵
2. ‎«Good Boys»‎ (گریفین، هری) - ۴:۱۸
3. ‎«Undone»‎ (بارتاک، هری، ویتال) - ۴:۲۸
4. ‎«Golden Rod»‎ (فاکس، هری) - ۵:۲۳
5. ‎«Rules for Living»‎ (دستری) - ۵:۱۲
6. ‎«Background Melody (The Only One)»‎ (دستری، هری) - ۳:۵۴
7. ‎«Magic (Asadoya Yunta)»‎ (اشبای، هری، تردیشنل) - ۴:۰۵
8. ‎«End to End»‎ (اشبای، هری، استین) - ۳:۵۹
9. ‎«Hello Joe»‎ (اشبای، هری، استین) - ۴:۰۶
10. ‎«The Tingler»‎ (هری، استین) - ۳:۵۲
11. ‎«Last One in the World»‎ (دستری) - ۴:۳۱
12. ‎«Diamond Bridge»‎ (دستری، هری) - ۴:۰۷
13. ‎«Desire Brings Me Back»‎ (لنگهلد، آلا) - ۵:۳۱
14. ‎«Songs of Love (For Richard)»‎ (لنگهلد) - ۶:۴۳

- Bonus Track UK Release

1. ‎«Good Boys (Giorgio Moroder Single Mix)»‎ - ۴:۰۶

- Bonus Tracks Japan Release

1. ‎«The Tide Is High (Live at Summer Sonic 2003)»‎ - ۴:۳۵
2. ‎«Rapture (Live at Summer Sonic 2003)»‎ - ۷:۱۶